# Alva Noto
Alva Noto, nacido como Carsten Nicolai (Chemnitz, 18 de septiembre de 1965), es un músico alemán. Alva Noto desarrolla sus procesos creativos, valiéndose del arte y la música como herramientas complementarias para crear visiones micróscopicas de procesos creativos. Otros alias que usa son Noto o Aleph-1. Es miembro de los grupos Signal (junto a Frank Bretschneider, cuyo alias es Komet y Olaf Bender, también conocido como Byetone) y Cyclo (Con Ryoji Ikeda).
Nicolai nació en Karl-Marx-Stadt, al este de la RDA. Su interés por el sonido y sus cualidades físicas pudieron ser inspiradas en parte por la obsesión que tenía de niño con los murciélagos, con los cuales creía que se podía comunicar. Estudió arquitectura antes de descubrir su interés por las propiedades del sonido y el espacio. Reasentándose en Berlín al inicio de los 90, Nicolai fundó el sello de música experimental Noton.Archiv Fuer Ton Und Nichtton como plataforma para sus trabajos musicales.
Carsten Nicolai también trabaja como artista visual, usando los principios de la cimática para visualizar el sonido. Las creaciones de Nicolai están formadas por una convergencia del sonido, pintando y esculpiendo esos resultados en instalaciones y explorando la idea de la creatividad filtrada a través de sistemas modularizados y códigos.
Nicolai juega con las leyes de la física y cambia el sonido en tiempo y espacio para luego transformarlo mediante osciladores y generadores de tono. A través de esos procesos es posible escuchar la esencia de la electricidad pura. Trabaja sin secuenciadores y edita matemáticamente su trabajo, otorgando a sus composiciones precisas estructuras rítmicas. Esos sonidos de transmisiones eléctricas de información como ahora tonos de fax, sonidos de módem o clics de teléfono son sampleados y organizados en bucles a los cuales Nicolai añade otros sonidos electrónicos en diferentes planos a medida que la composición avanza.